# FK Metalurg Donjeck
Metalurg Donjeck je bivši ukrajinski profesionalni nogometni klub iz Donjecka. Nastupali su na stadionu Metalurg, kapaciteta 5094.

## Poznati igrači
|  | - Serhij Atelkin - Serhij Šišenko | - Jurij Virt - Georgi Demetradze | - Gocha Jamarauli - Andrés Mendoza | - Bernard Tchoutang - Yaya Touré |